# Камен (Великотирновська область)
Ка́мен (болг. Камен) — село у Великотирновській області Болгарії. Входить до складу общини Стражиця.

## Населення
За даними перепису населення 2011 року у селі проживали 1499 осіб.
Національний склад населення села:
| Національність   | Кількість осіб | Відсоток |
| ---------------- | -------------- | -------- |
| болгари          | 893            | 60,8%    |
| цигани           | 193            | 13,1%    |
| турки            | 119            | 8,1%     |
| інша             | 4              | 0,3%     |
| не визначились   | 260            | 17,7%    |
| Всього відповіли | 1469           |          |

Розподіл населення за віком у 2011 році:
Динаміка населення: